# Kaple svatého Jana Nepomuckého (Prachatice, Solní)
Kaple svatého Jana Nepomuckého se nachází Prachaticích, na křižovatce ulic Solní, Hradební a Zlatá stezka, v blízkosti kaple svatého Antonína Paduánského v předpolí bývalé Horní neboli Pasovské brány. Vznikla v první polovině 18. století. Má čtvercový půdorys se zaklenutým vstupem. Půlkruhový výklenek je uzavřen ozdobnou kovovou mříží a sklenutý konchou. Barokní fasádu po obou stranách člení pilastry a štít s volutami nad vysazenou římsou. Uprostřed něj vystupuje štukový rám s vyobrazením Jana Nepomuckého.

## Galerie

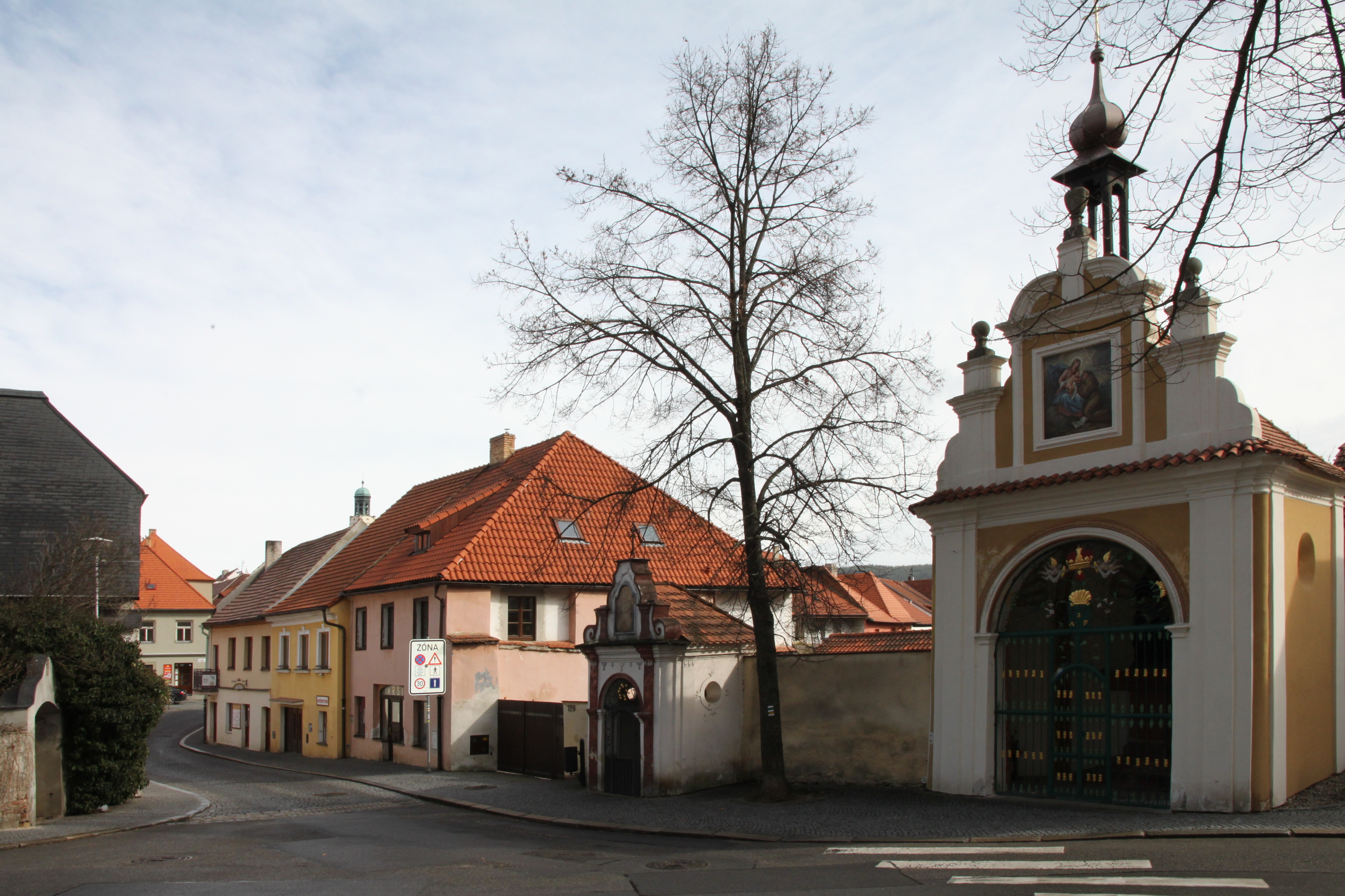
Pohled do Solní ulice, kaple svatého Jana Nepomuckého (druhá zprava)
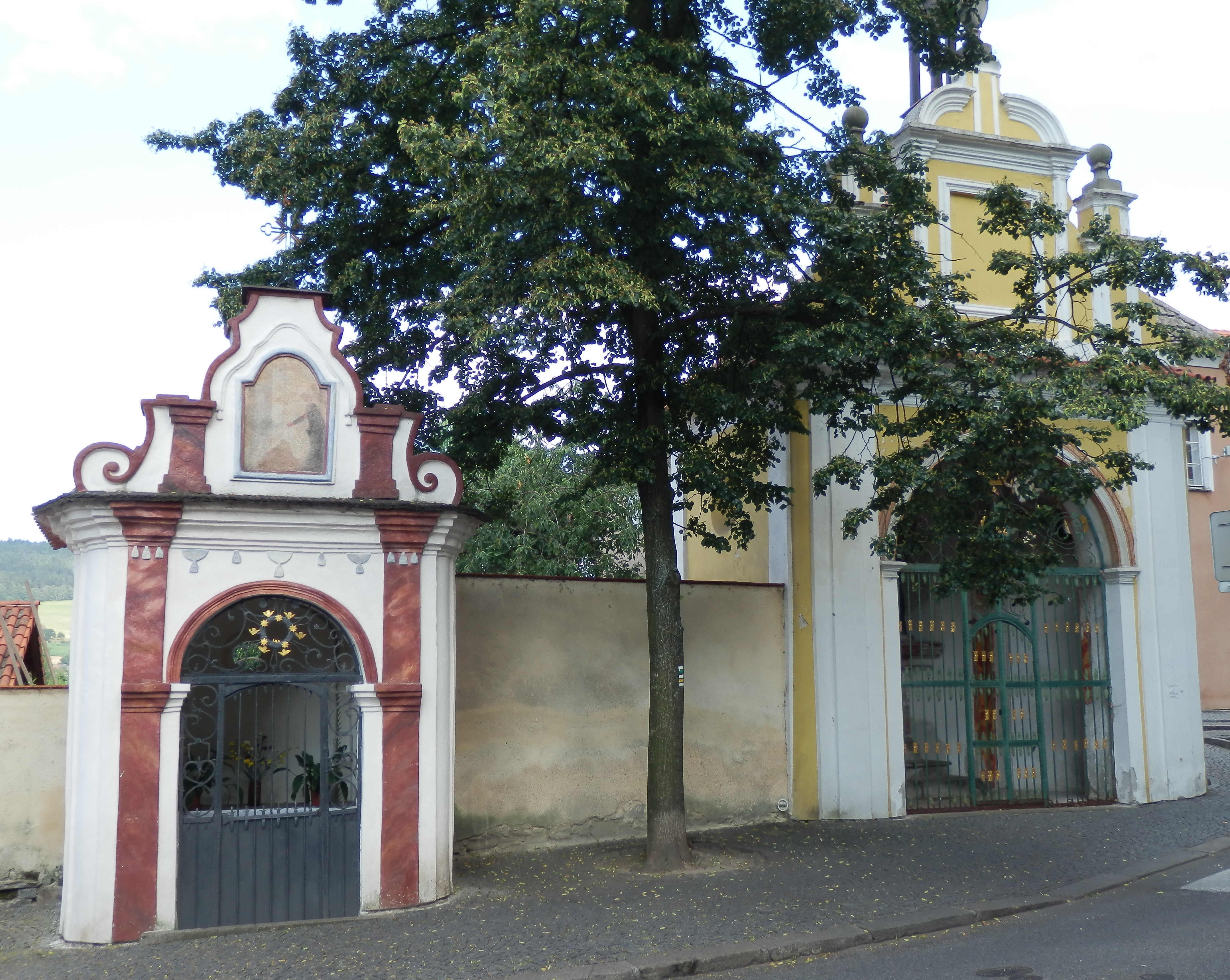
Pohled na obě kaple (svatý Jan Nepomucký vlevo)
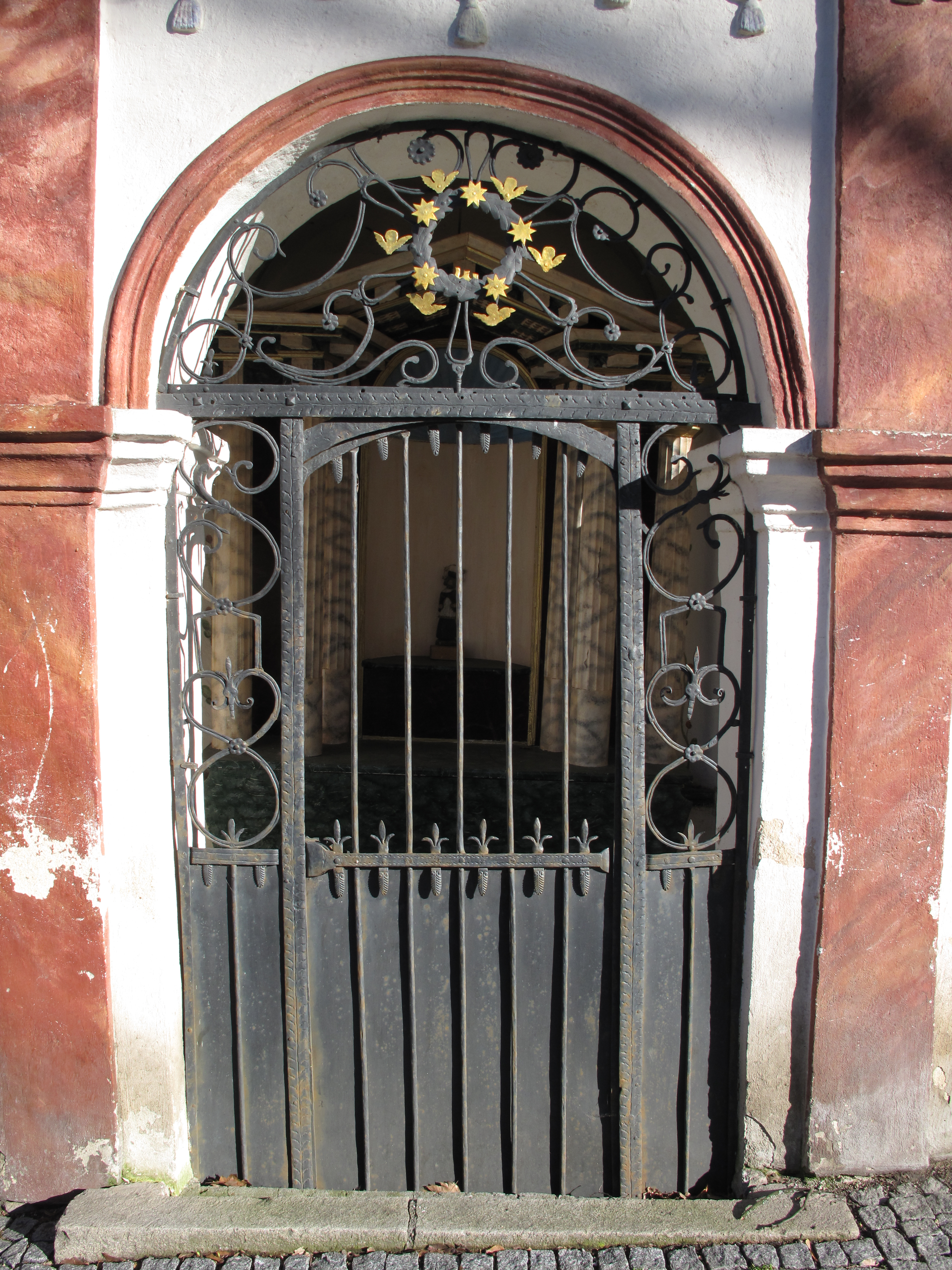
Ozdobná mříž
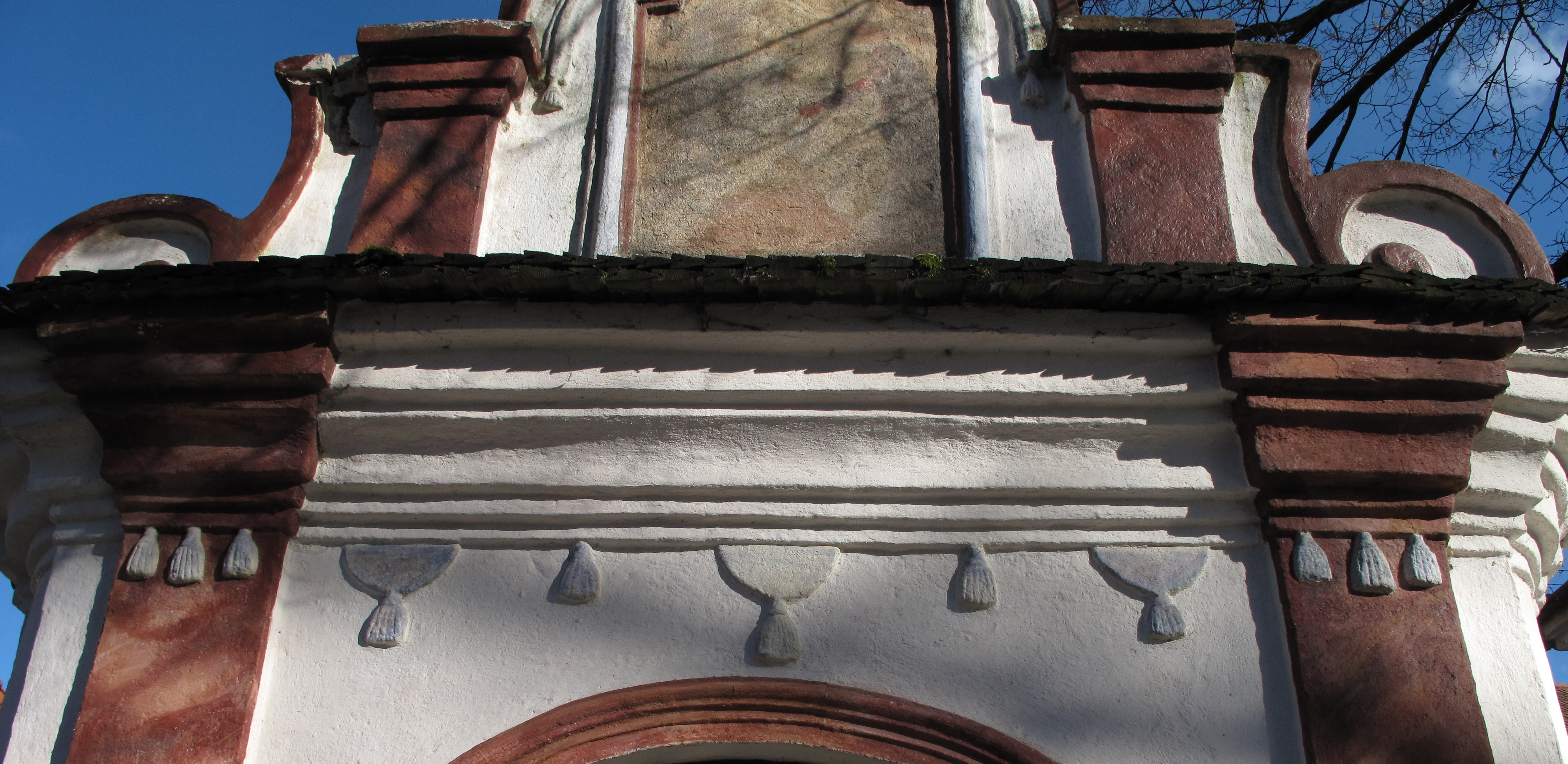
Detail štukové výzdoby
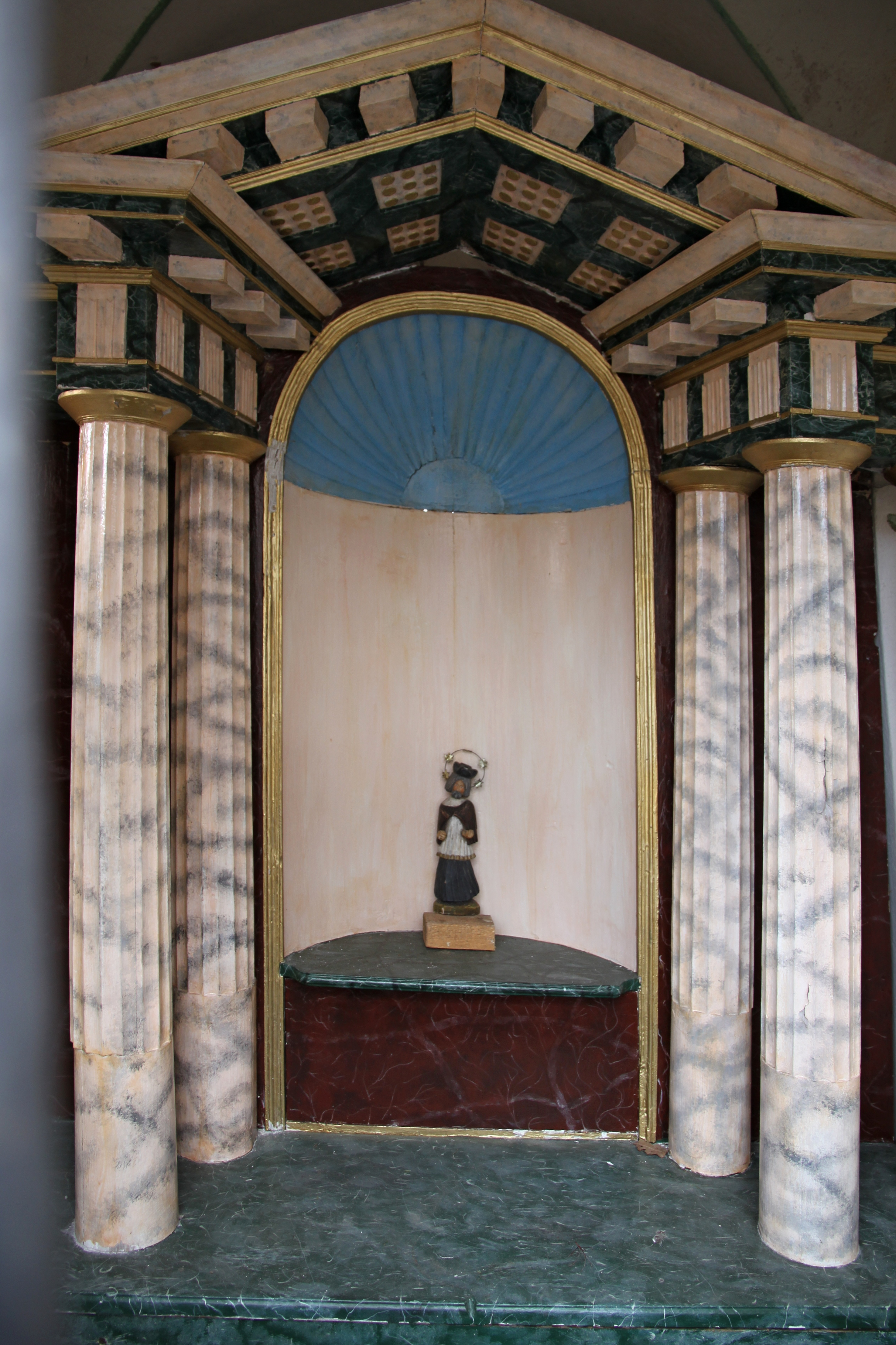
Vnitřek kaple